# Pentre Halkyn
Pentre Halkyn är en by i Flintshire i Wales. Byn är belägen 196 km 
från Cardiff. Orten har 1 134 invånare (2016).